# Bele
Bele var en jætte, der var søn af Gymer og Ørboda og bror til Gerd. Han blev dræbt af Frej med et hjortehorn, da Frej havde givet sit sværd ud til sin tjener Skirner.
| Nordisk mytologi | Spire Denne artikel om nordisk religion og mytologi er en spire som bør udbygges. Du er velkommen til at hjælpe Wikipedia ved at udvide den. |